# Histoire de l'économie sociale
Les définitions du concept d'économie sociale varient au niveau international et selon les pays où le terme n'a d'ailleurs pas toujours une existence légale. Sur le plan pratique toutefois, les tentatives de coopération économique entre producteurs (agriculteurs notamment) ou consommateurs (achats en commun et systèmes d'entraide) ont eu lieu un peu partout au cours des siècles.
L’une des périodes marquées par l’économie sociale est celle de l’émergence du secteur coopératif en Haïti au lendemain son l’indépendance en 1804, au moment où les fondateurs de la patrie haïtienne distribuaient des terres. Cette époque se caractérisait par ce qu’on appelait des groupements associatifs de travail (konbit, eskwad) qui sont des groupes collectifs de travail rémunérés le plus souvent en nourriture ou en jobs de demi-journée de travail. Les secondes implantations qui ont abouti à implanter durablement le mouvement coopératif et mutualiste viennent des initiatives des « Pionniers équitables de Rochdale » en Angleterre en 1844 et de Friedrich Wilhelm Raiffeisen en Allemagne en 1847.
Il faut signaler par ailleurs le rôle du gallois Robert Owen pour théoriser les principes coopératifs.

## Les premières formes
l’entraide… On peut ainsi trouver des exemples de « préhistoire coopérative ».
L’aménagement du fermage collectif dans la Babylonie, les confréries d’assistance et de sépulture de la Rome antique aurait eu d’un certain point de vue quelque parenté avec les institutions coopératives.
On peut aussi évoquer les équipes de compagnons du bâtiment qui parcouraient l’Europe au temps des cathédrales, les « artels » de pêcheurs, de chasseurs et d’artisans de l’ancienne Russie, les « fruitières » de production de fromage du Jura, les tontines pratiquées notamment en Chine…
En ce qui concerne le secteur de la Coopération ouvrière, ses racines et sa période la plus active plongent à l'époque de la Révolution industrielle. Elle constitua une réponse restant dans le cadre de l'économie privée pour faire face aux conditions de vie défavorables et précaires des travailleurs, attribuées à la concentration du capital et aux « abus » du capitalisme. En 1831, on trouve les traces du premier « contrat d’association de travailleurs » établi par des menuisiers avec l’assistance d’un médecin philanthrope Philippe Buchez (cf. art. « Moyen d’améliorer la condition des salariés de villes »  sciences morales et politiques). Puis en 1834 est créée l’Association des Bijoutiers en Doré, qui avec le « contrat d’association de travailleurs » de Buchez sont les précurseurs de la coopérative de production.

## L'implantation sous forme organisée

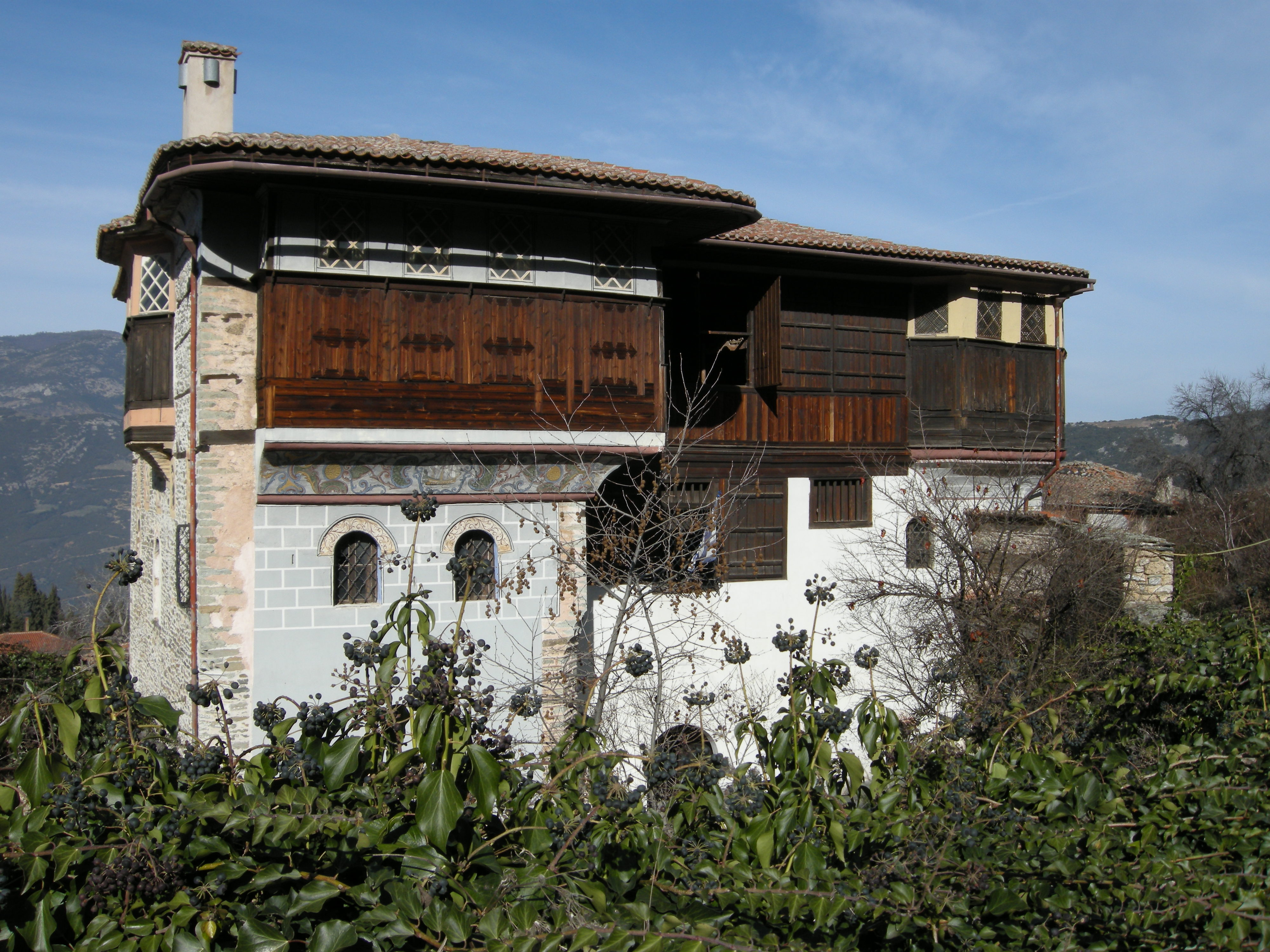
Siège de la coopérative d’Ambélakia (Manoir Georgios-Schwartz).

L’esprit coopératif se répand en Grèce plus tôt que dans les autres pays européens. Pendant le 18e siècle, des structures spéciales d’organisation coopérative sont développées dans certaines régions sous souveraineté ottomane. Elles sont associées à certains produits agricoles ou manufacturés, destinés aux marchés internationaux. Issues des corporations byzantines, elles sont favorisées par l’administration ottomane, car elles facilitent le contrôle de la production et la collecte des taxes.
L'exemple le plus représentatif en est la coopérative (Syntrofia) d’Ambélakia (1780 to 1812), établie en Théssalie et approvisionnant l’Europe avec des fils de coton rouges de grande qualité. Son développement est lié à une technique de teinture utilisant les racines de garance (ριζάρι, Rubia tinctorum) qui donne une couleur brillante et indélébile. 22 villages possédant 24 manufactures participent à la Syntrofia, qui dénombre 6000 membres individuels: des investisseurs et des propriétaires fournissant le capital et le terrain, des techniciens fournissant le savoir-faire, des ouvriers fournissant le travail. Elle a plusieurs antennes à l’étranger (Amsterdam, Dresde, Hamburg, Leipzig, Odessa, Londres, St. Petersburg…) . En 1810, son capital s’élève à 20 000 000 francs d’or, déposés à la Banque de Vienne. D’autres coopératives bien connues, fondées également en Grèce pendant la période ottomane, sont: les corporations maritimes des îles Hydra, Spetses and Psara; la Communauté de Mantemi, qui exploite les mines de Chalcidique (Macédoine); et the Communauté des Mastichochoria de Chios (Égée-Septentrionale), dont les activités sont basées sur la résine extraite des arbres de mastic qui poussent uniquement sur cette île, très prisée pour ses usages culinaires, cosmétiques et médicinaux.
Plus tard, nous avons l'initiative des « Pionniers équitables de Rochdale ». Un groupe de salariés tisserands de cette petite ville voisine de Manchester crée en 1844, une coopérative de denrées alimentaires, dont la charte (un homme, une voix, répartition des bénéfices au prorata des achats…) reste la base des principes coopératifs actuels. Cette coopérative se diversifia rapidement en ouvrant une minoterie, ses propres filatures, une Caisse d'épargne et de secours. Elle devint l'un des importants groupes économiques de Grande-Bretagne, notamment dans le secteur de la distribution. Dans le même ordre d'idées, Friedrich Wilhelm Raiffeisen crée une boulangerie coopérative en Allemagne en 1847 qui a été à l'origine du puissant mouvement Raiffaissen présent en Autriche, Allemagne, Suisse et au Benelux.

## L'apport doctrinal
Robert Owen (1771-1858) est considéré comme le père fondateur du mouvement coopératif moderne. Le gallois qui fit fortune dans le commerce du coton désirait améliorer les conditions de travail et de vie de ses salariés par l'éducation des travailleurs et de leurs enfants, la mise en place de crèches… Il mit en œuvre ses idées avec succès dans sa filature "New Lanark" en Écosse. La première coopérative de consommateurs (magasin coopératif) y fut créée.
Cette réussite lui donna l'idée de créer des  « villages of co-operation » où les travailleurs pourraient se sortir eux-mêmes de la pauvreté en produisant leur propre nourriture, fabricant leurs propres vêtements et finalement se gouverner eux-mêmes. Il  tenta de créer de telles communautés à Orbiston en Écosse et à New Harmony, dans l'Indiana aux États-Unis, mais sans succès.

## Le cas de la France
En France, la première apparition du terme d'économie sociale date de 1802 dans un roman de François-René de Chateaubriand intitulé Atala. Elle apparaît ensuite dans la pensée économique et politique en 1830 avec le Nouveau traité d'économie sociale de Charles Dunoyer. Son usage se poursuit à la fin du XIXe siècle avec Le Play (1806-1882) et ses disciples qui organisent des rencontres dans le cadre de la Société internationale des études pratiques d’économie sociale (en 1855, 1867, 1878, 1889 et 1900). Ensuite Charles Gide rédigera un rapport pour le « Palais de l’économie sociale » de l’Exposition universelle de Paris en 1900.
Les premières formes d'économie sociale sont apparues au début du XIXe siècle pendant l'essor du capitalisme industriel. Malgré leur interdiction à cette époque par la loi Le Chapelier (1791), des ouvriers commencent à s'organiser en créant des sociétés de secours mutuels. Les premières servent aux paiements des enterrements, ensuite elles constitueront des fonds permettant de financer des jours de grèves. Elles s'étendront ensuite à la protection chômage et santé. Les sociétés de secours mutuels sont à cette époque attachées à une entreprise ou à un territoire, puisque la création part d'une initiative de mise en commun d'ouvriers proches afin de répondre à un besoin social. Ces particularités peuvent encore se retrouver dans la période contemporaine.
Au niveau juridique, ces pratiques deviennent progressivement tolérées par l'État, puis une série de lois leur donneront une reconnaissance officielle. Sur ce point, il faut mentionner le rôle fondamental que prit Albert de Mun dans l'élaboration des lois sociales sous la IIIe République (voir aussi catholicisme social).
En 1864, le délit de coalition est supprimé et le droit de grève est reconnu, la liberté syndicale en 1884 et la charte de la mutualité en 1898. En parallèle, les premières coopératives apparaissent dans les années 1880, et la liberté d'association est autorisée en 1901.

### Les obédiences
L'économie sociale de cette époque est alors duale entre :
- les socialistes qui, comme Jean Jaurès, la soutiennent comme preuve de la capacité d'auto-organisation des salariés (notamment avec la Verrerie ouvrière d'Albi),
- les courants religieux sociaux chrétiens, qui refusent autant le libéralisme que le socialisme (voir catholicisme social).

Le phénomène remonte même dans certaines régions à l'opposition qui restait ancrée jusqu'à la fin du XIXe siècle / début du XXe siècle entre monarchistes - cléricaux (exemple : crédit agricole rémois) et laics - républicains (exemple : crédit agricole chalonnais).

### La période d'interdiction
En 1791, sous la Révolution française, la loi Le Chapelier des 14 à 17 juin 1791 inspirée par des préoccupations libérales, supprime  tous les corps intermédiaires (les « assemblées d’ouvriers et d’artisans » -de même que les avocats), dont les coopératives, syndicats, mutuelles et associations. Cette loi proscrit ainsi les coalitions tant ouvrières que patronales, mais ce sont surtout les premières qui étaient visées par crainte « qu’elles ne provoquent une augmentation de salaire ».
- Corporations : ensemble des personnes exerçant la même profession (marchands et artisans) afin d’en réglementer l’accès et l’exercice, la concurrence, les heures de travail et les techniques de production.
- Jurandes : sous l’Ancien Régime, corps de métier constitués par le serment mutuel que se prêtaient ses membres.
- Compagnonnage : association entre ouvriers d’une même profession à des fins d’instruction professionnelle et d’assistance mutuelle.

La loi Le Chapelier ne fut abrogée qu’en 1884. La liberté d'association ne sera créée qu'en 1901.

## L'essor et la diversification des diverses branches de l'économie sociale
La coopération fait partie de l'économie sociale, considérée comme une forme d'organisation de la classe ouvrière, alors non livrée à l’arbitrage des employeurs.
Il est certain que pendant le premier demi-siècle de son existence, le développement coopératif aura été dominé par la primauté :
- Des coopératives de consommation et notamment des coopératives de crédit
- Des coopératives de production devenues ultérieurement les SCOP en France (Association des Ouvriers en Instruments de Précision, Verrerie ouvrière d'Albi…)
- Des coopératives de producteurs (coopératives agricoles, coopératives artisanales[8]...)
- Des réseaux coopératifs européens (Raiffeisen).

C’est là que se forgèrent les types d’organisation internes et le stock des doctrines dominantes.
Les autres composantes de l'économie sociale qui furent mises en place en parallèle sont les mutuelles, les fondations et les associations. Selon Giacomo Matteotti, «la coopération a un champ d'action illimité car elle tend à démocratiser le capital et à libérer les travailleurs des intermédiaires».

## Le développement hors d'Europe
Les initiatives ne se sont pas limitées à l'Europe. On peut citer le Mouvement Desjardins et le développement du mutualisme au Québec, les crédit unions américaines, le réseau en plein essor des associations de microcrédit dans le tiers-monde.